# Comté de McKinlay
Pour les articles homonymes, voir McKinlay.
Le comté de McKinlay est une zone d'administration locale dans l'ouest du Queensland en Australie.
Le comté doit son nom à l'explorateur John McKinlay qui traversa l'Australie depuis Adélaïde jusqu'au golfe de Carpentarie dans les années 1860.
Le comté comprend les villes de :
- Julia Creek ;
- Kynuna ;
- McKinlay.